# Andrija Ljudevit Adamić
Andrija Ljudevit Adamić (tali. Andrea Lodovico Adamich; Rijeka 28. studenog 1766. – Rijeka, 31. listopada 1828.), riječki trgovac i poduzetnik ranog industrijskog i tehničkog doba.

## Obitelj
Adamić je rođen u imućnoj židovskoj obitelji. Njegov otac Simon Adamić je bio trgovac duhanom, imao je svoju trokatnicu na Sušaku, a posjedovao je i veliko imanje u Rijeci.

## Djelatnosti
Popis njegovih zanimanja vrlo je raznolik: u mladosti je radio u jednoj bečkoj banci te je zajedno s prijateljem pokušao osnovati vlastitu banku u Rijeci, potom se zaposlio kao građevinski tehničar, da bi kasnije sâm projektirao i izgradio vlastito kazalište (1805.), koje je moglo primiti 1600 gledatelja.
Adamić 1821. kupuje mlin na Lučicama, u dolini Rječine, i preuređuje ga za proizvodnju papira. Tim činom je postavio temelje riječkoj tvornici papira, poznatoj pod nazivom Hartera. Zbog velike zauzetosti i poslovnih prilika tog vremena 1824. prodaje mlin engleskom industrijalcu Williamu Molineu.
Osniva i moderan orkestar, dovodi kazališne družine; utemeljuje i trgovački klub, te se zalaže za izgradnju velikog hotela za poslovne ljude i trgovce.

## Mostogradnja, cestogradnja, plovidba
Čim su se europskim kontinentom proširila saznanja o britanskoj inovaciji gradnje lančanih mostova, Adamić je projektirao jedan takav most (njegov riječki projekt izrađen je u isto vrijeme kad su započeli planovi za gradnju lančanog mosta u Beču, 1823.).
Drugi, nažalost neizveden, projekt željeznoga mosta između Budima i Pešte svakako je među prvima takvim u Europi; najvjerojatnije je upravo Adamićeva inicijativa potaknula Istvana Szechenyija da pokrene izgradnju čuvenoga Szechenyijeva lančanog mosta.
Adamić potiče izgradnju kanala, cesta i željeznica, od Panonije do Rijeke, a pokušava izboriti i državne subvencije da bi mogao uvesti vlastitu parobrodarsku liniju između Rijeke i Boke kotorske. Predlaže i važne urbanističke zahvate vezane uz izgradnju novih ulica te pokreće sadnju drvoreda platana na Fiumari. Uključen je i u projekte kojima se nastoji unaprijediti plovnost Kupe, a da bi se riječka luka bolje povezala s unutrašnjošću, zaokupljen je izgradnjom ceste Lujzijane.

## Poslovne veze
Njegova su poslovna putovanja bila česta, daleka i dugotrajna. Za vrijeme revolucionarnih napetosti 1789. obilazi sredozemne luke i odlazi u Carigrad da bi svoje brodove spasio od zapljene. Zbog zapljene broda na Jamajci- tada britanskoj koloniji - 1800. odlazi u London i uskoro razvija trgovinu s Englezima. Unaprjeđuje poslove po cijelom Sredozemlju, a na raznim stranama ima svoje agente i partnere - u Genovi, na Malti, u Tunisu.

## Društveni kontekst i politička djelatnost
Adamićeva svestranost, dinamičnost i njegova opsežna djelatnost, kao i njegovo ishodište (ambijent maloga lučkog središta koje pokušava uloviti korak i uključiti se u maticu vodećih europskih tijekova) izvrsno su polazište za istraživanje europskih gospodarskih i društvenih prilika te života onoga vremena.
Naime, korjenite društvene promjene i ubrzan tehnički razvoj pokrenuli su krajem 18. stoljeća rušenje starih stega i pojavu rane industrijalizacije. Pučani su počeli osvajati osnovna građanska prava i preuzimati građanske dužnosti.  Adamić pripada sloju takvih ljudi, onih koji su se izdigli iz puka. Prvi je uzlazak iz anonimne mase učinio njegov, kažu, nepismen ali bogat otac, koji je sinu omogućio bečko školovanje, društveni uspon i europski proboj. Adamić je svakako dobar primjer uzdizanja građanske klase i nastajanja novoga soja trgovaca i poduzetnika koji se sve više specijaliziraju i sve uže određuju svoje djelatnosti - promeću se u veletrgovce, industrijalce, burzovne špekulante ili bankare, prerastajući iz sitnograđanske u klasu krupnoga kapitala. Ta će nova pokretačka snaga uskoro posve potisnuti staru feudalnu aristokraciju i preuzeti vodeću društvenu ulogu. Dakako, ni liberalistički organiziran krupni kapital ne može se lišiti podrške političkih krugova. Naprotiv, Adamić najradije posluje s vladama i ministarstvima, a priklanja se i izravnom političkom djelovanju, pa iz tog razloga ostvaruje kontakte s austrijskim dvorskim krugovima. Prijatelj je austrijskog feldmaršala Lavala Nugenta i ugarskog velikaša Szechenyija. Više puta predvodi gradske delegacije u pohodu austrijskomu caru, gradski je predstavnik na Ugarskom saboru u Požunu, a član je i Ugarske saborske gospodarske komisije.
Glavnina njegova političkog djelovanja usmjerena je na razvoj gospodarstva i izgradnju prometnih pravaca prema Rijeci. U to je doba upravo njegova trgovačka kuća postala ne samo najveća u Rijec] nego i vrlo utjecajna na Sredozemlju, s dosegom do srednje i istočne Europe i Velike Britanije, te s povremenim izvozom preko Atlantika - do Srednje Amerike i Brazila. Adamićeva je filijala, primjerice, najveća trgovačka kuća na Malti u vrijeme kada je to jedan od najvažnijih trgovačkih punktova Sredozemlja. On ima agente i na afričkoj obali i u više udaljenih luka, a u nove poslove uskače brzinom koju mu omogućuje izvrsna obaviještenost, naročita sposobnost stvaranja poslovnih i političkih poznanstava i redovita korespondencija koju održava ne samo s trgovcima i utjecajnim ljudima habsburških zemalja već i s engleskim i francuskim vlastima, kao i talijanskim trgovcima.

## Ocjena
Sve se Adamićeve raznovrsne djelatnosti i sposobnosti mogu podvesti pod njegove poslovne ciljeve i staviti u kontekst trgovačkoga i gospodarskog razvoja onoga doba. Onome tko slijedi putove i obuhvatnost Adamićeva poslovanja, između Istanbula i Londona, između Beča i Malte, oslikava se i širok europski prostor toga razdoblja, nadmetanje vodećih europskih sila, Britanaca i Francuza, buđenje Srednje Europe, kao i burne prilike na Sredozemlju, gdje nove velike sile posve potiskuju ili ozbiljno ugrožavaju stare - Venecijansku Republiku i Osmansko Carstvo.
Adamić je ponajviše trgovac duhanom, hrastovinom i solju, kao i poduzetnik - vlasnik manufaktura rosolija (likera), jedara, papira, stakla i konopa. On je čovjek prijelaznoga, još predindustrijskog i "nespecijaliziranog" doba. Njegova su poduzeća uglavnom manufakture, a ne još velike i na novoj tehnologiji zasnovane tvornice. Za sljedeći je korak u Rijeci, kao i u mnogim drugim mjestima u Europi trebalo pričekati dolazak Engleza i uvođenje prvog parnog stroja, i to upravo u bivšoj Adamićevoj tvornici papira. U današnje doba Adamićev je primjer vrlo aktualan.
On je Riječanin i voli svoj zavičaj, hrvatskog je podrijetla i talijanske kulture, građanin je Ugarske i podanik austrijskog cara, no prije svega je Europljanin i pragmatičar, čovjek koji govori šest jezika - talijanski, hrvatski, njemački, francuski, engleski i latinski - i koji, unatoč tada priličnoj sporosti komunikacija, posluje i djeluje na širokom europskom prostoru, a njegova trgovačka kuća ostvaruje i velike, nerijetko i monopolističke poslove s vladama više zemalja. Tako godinama prodaje Britancima hrastovinu iz hrvatskih šuma u okolici Karlovca za gradnju ratnih brodova, a i glavni je dobavljač soli za Napoleonovo Talijansko Kraljevstvo i ilirske provincije. Andrija Ljudevit Adamić jest glavni junak riječke povijesti onoga vremena, prijelomnoga doba i razdoblja na putu prema konačnoj demokratizaciji i industrijalizaciji koju će glavnini kontinentalne Europe tek sredinom 19. stoljeća donijeti val novih građanskih revolucija i jednako nezaustavljivo širenje željeznice, kao i razvoj proizvodnje čelika.

## Daljnja literatura
- ADAMIĆEVO DOBA 1780. - 1830  Arhivirana inačica izvorne stranice od 27. svibnja 2007. (Wayback Machine), izložba i istraživački projekt Muzeja grada Rijeke.

## Vanjske poveznice
- Andrija Ljudevit Adamić Hrvatska tehnička enciklopedija, portal hrvatske tehničke baštine. LZMK